# 王建忠
王建忠（1944年8月—），男，汉族，河北沧县人，中华人民共和国政治人物，曾任中共秦皇岛市委书记，秦皇岛市人大常委会主任，河北省政协副主席。